# Julie Pecquet
Julie Pecquet (* 1973 in Paris) ist eine französische Choreographin, Creative Director und Dozentin.

## Leben
Julie Pecquet begann mit fünf Jahren ihre Ausbildung in klassischem Ballett. Zusätzlich nahm sie Musik-, Gesangs- und Schauspielunterricht. Ab 1993 absolvierte sie eine Ausbildung zur staatlich anerkannten Tanzpädagogin an der Lola-Rogge-Schule in Hamburg. Anschließend bildete sie sich in Hiphop und commercial dance weiter, außerdem auch im Schauspiel, Stuntfighting, Synchronsprechen und Gesang.
Julie Pecquet arbeitete von 1996 bis 2005 mit Wyclef Jean, Modern Talking und fungierte als Choreografin für verschiedene TV-Shows und Showacts wie Top of the Pops, The Dome und Viva Interaktiv. Sie war im ersten Video "Dear Jessie " des Dance-Acts "Rollergirl" zu sehen.
Von 1999 bis 2016 war sie Dozentin für modern und Hip Hop bei On Stage (Stage School) in Hamburg. 2006 choreographierte sie für die Schweiz den Beitrag des Eurovision Song Contest 2006 in Athen. Sie war in der Jury der SAT 1 Castingshow YOU CAN DANCE und außerdem hat sie dort mehrere Choreographien einstudiert, unter anderem die Finale. Sie hat 2010 ihre eigene Produktionsfirma gegründet JULIE PECQUET PRODUCTION, eine internationale erfolgreiche Event-Agentur. 2012 war sie die Co-Choreografin bei dem Tanzstück LOVE HURTS ...PETRUSHKA neben Mario Schröder, dem Leipziger Ballettchef. Sie übernahm außerdem die Hauptrolle (die Ballerina). 2013 und 2014 wurde ihre Firma von der UEFA engagiert für die Opening Ceremony des Ü19-Europa-Cups. 2015 und 2016 wurde ihre Produktionsfirma von der Castingshow DIE PUPPENSTARS (RTL) engagiert für die gesamte Background-Choreografien wie auch mehreren Acts, die ihre Firma komplett produziert hat. 2019 wurde ihre Firma von Studio Hamburg engagiert für die Mini-Serie TOD VON FREUNDE, Tänzer-Casting, Doubles, Coaching der Schauspieler, Choreografien und musikalische Beratung.
Julie Pecquet betreut eigene zeitgenössische Choreografieprojekte mit Tanzkompanien.